# Vera Filatova
Vera Filatova, (in ucraino: Віра Філатова), conosciuta anche come Vera Graziadei, nome assunto dopo il matrimonio, (Donetsk, 6 novembre 1982), è un'attrice ucraina naturalizzata britannica.

## Carriera
Dopo la laurea e un Master in Filosofia presso la London School of Economics, Filatova ha completato il BA Acting presso la London Academy of Music and Dramatic Art (LAMDA). In seguito, ha partecipato a diverse produzioni televisive britanniche in piccoli ruoli.
Nel 2009 ha interpretato Elena nella serie cult di Channel 4 Peep Show al fianco di David Mitchell e Robert Webb, oltre ad avere il ruolo di Eva nella commedia Lesbian Vampire Killers (2009) con James Corden e Mathew Horne.
Un altro dei suoi ruoli di maggior rilievo è stato quello di Svetlana nel dramma della BBC One in cinque parti The Deep (2010) con Minnie Driver, James Nesbitt e Goran Višnjić. In televisione è apparsa anche in The Last Detective, Poirot e Metropolitan Police della ITV, All About Me, Me and Mrs Jones e Spooks della BBC One.
Nel 2013 ha interpretato lo spettacolo Nameless Nobody, un adattamento del romanzo incompiuto Netočka Nezvanova di Dostoevskij, in cui nei panni di Netočka racconta la drammatica storia della sua infanzia. Lo spettacolo ha ricevuto ottime recensioni da parte della critica e il premio come "migliore interpretazione" (Best Performance), quello della critica (St. Petersburg Theatre Critics Award) per la "ricerca dettagliata sulla vita spirituale dell'uomo" e il Grand Prix del terzo St. Petersburg Independent Theatre Festival. Nello stesso anno è stata registrata una versione televisiva dello spettacolo, con la regia di Aleksandr Markov.
Nel 2017 Filatova ha fondato la società di produzione cinematografica e teatrale Luminous Arts, con sede a Londra, e da allora ha scritto, diretto, prodotto e interpretato diversi cortometraggi pluripremiati. Inoltre, la società della Filatova ha co-prodotto il film drammatico The Book of Vision di Carlo Hintermann, uscito nel 2020, in cui l'attrice ha recitato al fianco di Charles Dance, Lotte Verbeek e Sverrir Gudnason. Il film è stato proiettato in apertura alla 35ma Settimana Internazionale della Critica della Mostra di Venezia ed ha anche aperto il Warsaw Film Festival del 2020.
Nel settembre 2018 è uscita nelle librerie una raccolta di poesie di cui Filatova è autrice, dal titolo The Holy Longing. Dal testo di una poesia è stato tratto il cortometraggio White Light (2020), interpretato e prodotto dalla stessa autrice, che ha vinto il premio come miglior film sperimentale al New York City Independent Film Festival del 2020.
Filatova è un membro della British Academy of Film and Television Arts e un elettore registrato ai British Independent Film Awards. Nel corso della propria carriera ha vinto diversi altri premi, oltre ai sopracitati, tra cui un Critics Award al Falcon International Film Festival nel 2021 per il cortometraggio In the Woods with a Dead Dog di cui è regista, autrice e interprete, già vincitore dei premi "Best Dark Comedy Short" agli Independent Shorts Awards e ai Los Angeles Film Awards, di un Remi Award come "Best Adapted Comedy" al 54mo WorldFest-Houston International Film Festival, oltre ad aver ricevuto il premio come "Best Dramedy Short" ai London Independent Film Awards.

## Vita privata
Filatova ha studiato al Brighton College. Da maggio 2008 è sposata con l'architetto italiano Robin Monotti Graziadei. La coppia vive a Londra ed ha un figlio e una figlia.

## Filmografia

### Cinema
- I figli degli uomini (Children of Men), regia di Alfonso Cuarón (2006) (non accreditata)
- Lesbian Vampire Killers, regia di Phil Claydon (2009)
- The Pagan Queen, regia di Constantin Werner (2009)
- The Look of Love, regia di Michael Winterbottom (2013)
- The Book of Vision, regia di Carlo Hintermann (2020)
- They Who Surround Us, regia di Troy Ruptash (2020)

### Televisione
- All About Me – film TV, regia di Beryl Richards (2007)
- The Last Detective – serie TV, episodio 4x02 (2007)
- Metropolitan Police – serie TV, episodio 23x62 (2007)
- Spooks – serie TV, episodio 6x06 (2007)
- Blue Murder – serie TV, episodio 5x05-5x06 (2009)
- Peep Show – serie TV, 6 episodi (2009)
- Poirot – serie TV, episodio 12x02 (2010)
- The Deep – miniserie TV, 5 episodi (2010)
- Doctors – serie TV, episodio 13x69 (2011)
- Me and Mrs Jones – serie TV, 6 episodi (2012)
- Nameless Nobody – film TV, regia di Aleksandr Markov (2013)
- Crackanory – serie TV, episodi 1x04-2x06 (2013-2014)

### Cortometraggi
- Line of Fire, regia di Joshua Sanger (2012)
- The exit, regia di Daisy Aitkens (2016)
- The Silence I am, regia di Vera Graziadei (2019)
- White Light, regia di Richard Nik Evans (2020)
- In the Woods with a Dead Dog, regia di Vera Graziadei (2021)
- Nic_unextinct, regia di Vera Graziadei (2022)
- The Silent Canary, regia di Vera Graziadei (2022)